# Траг (линеарна алгебра)
У линеарној алгебри, траг квадратне матрице A, означен са tr(A),  је дефинисан као збир елемената на главној дијагонали (од горњег левог до доњег десног члана) матрице A .
Траг матрице је збир њених (комплексних) сопствених вредности (бројаних са дупликатима), и инваријантан је у односу на промену базе . Ова карактеризација се може користити за дефинисање трага линеарног оператора уопште. Траг је дефинисан искључиво за квадратне матрице ( n × n ).
Траг матрице је повезан са изводом детерминанте матрице(види Јакобијеву формулу ).

## Дефиниција
Траг квадратне матрице A величине  n × n је дефинисан као  
{\displaystyle \operatorname {tr} (\mathbf {A} )=\sum _{i=1}^{n}a_{ii}=a_{11}+a_{22}+\dots +a_{nn}}
где aii означава унос у i-том реду и i-тој колони A

## Пример
Нека је A квадратна матрица, са следећим члановима
{\displaystyle \mathbf {A} ={\begin{pmatrix}a_{11}&a_{12}&a_{13}\\a_{21}&a_{22}&a_{23}\\a_{31}&a_{32}&a_{33}\end{pmatrix}}={\begin{pmatrix}1&0&3\\11&5&2\\6&12&-5\end{pmatrix}}}
Онда је траг:
{\displaystyle \operatorname {tr} (\mathbf {A} )=\sum _{i=1}^{3}a_{ii}=a_{11}+a_{22}+a_{33}=1+5+(-5)=1}

## Својства

### Основна својства
Траг је заправо линеарно пресликавање . То означава следеће: 
{\displaystyle {\begin{aligned}\operatorname {tr} (\mathbf {A} +\mathbf {B} )&=\operatorname {tr} (\mathbf {A} )+\operatorname {tr} (\mathbf {B} )\\\operatorname {tr} (c\mathbf {A} )&=c\operatorname {tr} (\mathbf {A} )\end{aligned}}}
и важи за све квадратне матрице A и B, и све скаларе c . 
Матрица и њена транспонована матрица имају исти траг јер се дијагонала не мења у случају танспоновања: 
{\displaystyle \operatorname {tr} (\mathbf {A} )=\operatorname {tr} \left(\mathbf {A} ^{\mathsf {T}}\right).}
Ово одмах услеђује из чињенице да транспоновање квадратне матрице не утиче на елементе дуж главне дијагонале.

### Траг производа
Траг квадратне матрице који је производ две матрице може се преписати као збир улазних производа њихових елемената. Тачније, ако су A и B два m × n матрица, онда је:
{\displaystyle \operatorname {tr} \left(\mathbf {A} ^{\mathsf {T}}\mathbf {B} \right)=\operatorname {tr} \left(\mathbf {A} \mathbf {B} ^{\mathsf {T}}\right)=\operatorname {tr} \left(\mathbf {B} ^{\mathsf {T}}\mathbf {A} \right)=\operatorname {tr} \left(\mathbf {B} \mathbf {A} ^{\mathsf {T}}\right)=\sum _{i,j}a_{ji}b_{ji}.}
Ово значи да траг производа матрица једнаких величина функционише на сличан начин као и скаларни производ вектора (замислите A и B као дугачке векторе са колонама наслаганим једна на другу). Из тог разлога, генерализације векторских операција на матрице (нпр. у матричном рачуну и статистици ) често укључују трагове матричних производа.
За матрице реалних бројева A и B, траг производа се такође може написати у следећим облицима:
| {\displaystyle \operatorname {tr} \left(\mathbf {A} ^{\mathsf {T}}\mathbf {B} \right)=\sum _{i,j}(\mathbf {A} \circ \mathbf {B} )_{ij}} | (користећии Хадамардов производ) |
| {\displaystyle \operatorname {tr} \left(\mathbf {A} ^{\mathsf {T}}\mathbf {B} \right)=\operatorname {vec} (\mathbf {B} )^{\mathsf {T}}\operatorname {vec} (\mathbf {A} )=\operatorname {vec} (\mathbf {A} )^{\mathsf {T}}\operatorname {vec} (\mathbf {B} )} | (користећи оператор векторисања) |

Матрице у производу трагова могу се мењати без утицаја на резултат: Ако је A матрица m × n и B n × m, онда је 
| {\displaystyle \operatorname {tr} (\mathbf {A} \mathbf {B} )=\operatorname {tr} (\mathbf {B} \mathbf {A} )} |

Додатно, за реалне колоне матрице  {\displaystyle \mathbf {a} \in \mathbb {R} ^{n}} и {\displaystyle \mathbf {b} \in \mathbb {R} ^{n}}, траг спољашњег производа је еквивалентан унутрашњем производу:
| {\displaystyle \operatorname {tr} \left(\mathbf {b} \mathbf {a} ^{\textsf {T}}\right)=\mathbf {a} ^{\textsf {T}}\mathbf {b} } |

### Циклична својства
У општијем случају, траг је инваријантан према цикличним пермутацијама, тј.
| {\displaystyle \operatorname {tr} (\mathbf {A} \mathbf {B} \mathbf {C} \mathbf {D} )=\operatorname {tr} (\mathbf {B} \mathbf {C} \mathbf {D} \mathbf {A} )=\operatorname {tr} (\mathbf {C} \mathbf {D} \mathbf {A} \mathbf {B} )=\operatorname {tr} (\mathbf {D} \mathbf {A} \mathbf {B} \mathbf {C} ).} |
Ово је такође познато као циклично својство .
Произвољне пермутације нису дозвољене: генерално говорећи,
{\displaystyle \operatorname {tr} (\mathbf {A} \mathbf {B} \mathbf {C} )\neq \operatorname {tr} (\mathbf {A} \mathbf {C} \mathbf {B} ).}
Међутим, ако се посматрају производи три симетричних матрица, свака пермутација је дозвољена, јер:
{\displaystyle \operatorname {tr} (\mathbf {A} \mathbf {B} \mathbf {C} )=\operatorname {tr} \left(\left(\mathbf {A} \mathbf {B} \mathbf {C} \right)^{\mathsf {T}}\right)=\operatorname {tr} (\mathbf {C} \mathbf {B} \mathbf {A} )=\operatorname {tr} (\mathbf {A} \mathbf {C} \mathbf {B} ),}
где је прва једнакост зато што су трагови матрице и њена транспонована матрица јаднаке. Мора се знати да то уопште није тачно за више од три фактора.

### Траг матричног производа
За разлику од детерминанти, траг производа није производ трагова, тј. постоје матрице A и B такве да
{\displaystyle \operatorname {tr} (\mathbf {A} \mathbf {B} )\neq \operatorname {tr} (\mathbf {A} )\operatorname {tr} (\mathbf {B} )}
На пример, ако је:
{\displaystyle \mathbf {A} ={\begin{pmatrix}0&1\\0&0\end{pmatrix}},\ \ \mathbf {B} ={\begin{pmatrix}0&0\\1&0\end{pmatrix}},}
онда је производ следећи
{\displaystyle \mathbf {AB} ={\begin{pmatrix}1&0\\0&0\end{pmatrix}},}
а трагови су слдећи:{\displaystyle \operatorname {tr} (\mathbf {A} \mathbf {B} )=1\neq 0\cdot 0=\operatorname {tr} (\mathbf {A} )\operatorname {tr} (\mathbf {B} ).}

### Траг Кронецкеровог производа
Траг Кронекеровог производа две матрице је производ њихових трагова што значи:
{\displaystyle \operatorname {tr} (\mathbf {A} \otimes \mathbf {B} )=\operatorname {tr} (\mathbf {A} )\operatorname {tr} (\mathbf {B} ).}

### Карактеризација трага
Обратимо пажњу на следећа три својства:{\displaystyle {\begin{aligned}\operatorname {tr} (\mathbf {A} +\mathbf {B} )&=\operatorname {tr} (\mathbf {A} )+\operatorname {tr} (\mathbf {B} ),\\\operatorname {tr} (c\mathbf {A} )&=c\operatorname {tr} (\mathbf {A} ),\\\operatorname {tr} (\mathbf {A} \mathbf {B} )&=\operatorname {tr} (\mathbf {B} \mathbf {A} ),\end{aligned}}}карактеришемо траг до  скаларног множиоца у смислу који следи: Ако {\displaystyle f} је линеарни функционал на простору квадратних матрица који задовољава {\displaystyle f(xy)=f(yx),} онда {\displaystyle f} и {\displaystyle \operatorname {tr} } су пропорционалне. 

### Инваријантност сличности
Траг је инваријантан сличностима, што значи да за било коју квадратну матрицу A и било коју инверзибилну матрицу P истих димензија, матрице A и P−1AP имају исти траг. То је зато што
{\displaystyle \operatorname {tr} \left(\mathbf {P} ^{-1}\mathbf {A} \mathbf {P} \right)=\operatorname {tr} \left(\mathbf {P} ^{-1}(\mathbf {A} \mathbf {P} )\right)=\operatorname {tr} \left((\mathbf {A} \mathbf {P} )\mathbf {P} ^{-1}\right)=\operatorname {tr} \left(\mathbf {A} \left(\mathbf {P} \mathbf {P} ^{-1}\right)\right)=\operatorname {tr} (\mathbf {A} ).}

### Траг производа симетричне и косо-симетричне матрице
Ако је A симетрично, а B косо-симетрично, онда важи:
{\displaystyle \operatorname {tr} (\mathbf {A} \mathbf {B} )=0} .

### Однос према сопственим вредностима

#### Траг матрице идентитета
Траг матрице идентитета величине n × n је заправо димензија простора, односно n .
{\displaystyle \operatorname {tr} \left(\mathbf {I} _{n}\right)=n}
Ово доводи до појма генерализације димензија коришћењем трага .

#### Траг идемпотентне матрице
Траг идемпотентне матрице A (матрице за коју важи да је A2 = A ) једнак је рангу матрице A .

#### Траг нилпотентне матрице
Траг нилпотентне матрице је увек једнак нули.
Када је карактеристика основног поља нула, важи и обрнуто, што значи: ако је tr(Ak) = 0 за све k, онда је A нилпотентно.
Када је карактеристика n > 0 позитивна (већа од нуле), идентитет у n димензија је контрапример, као {\displaystyle \operatorname {tr} \left(\mathbf {I} _{n}^{k}\right)=\operatorname {tr} \left(\mathbf {I} _{n}\right)=n\equiv 0}, али идентитет није нужно и нилпотентан.

#### Траг је једнак збиру сопствених вредности
Уопштено, ако је:
{\displaystyle f(x)=\prod _{i=1}^{k}\left(x-\lambda _{i}\right)^{d_{i}}}

је карактеристични полином матрице A, што значи:
| {\displaystyle \operatorname {tr} (\mathbf {A} )=\sum _{i=1}^{k}d_{i}\lambda _{i}} |то јест, траг квадратне матрице једнак је збиру сопствених вредности пребројаних са дупликатима.

### Траг комутатора
Када су и A и B матрице величине n × n следи да је tr([A,B]) = 0, јер је tr(AB) = tr(BA) и tr је линеарн. Ово се може ословити као „траг је мапа Лијевих алгебри gln → k од оператора до скалара“, пошто је комутатор скалара тривијалан (то је Абелова-Лијева алгебра). Конкретно, користећи инваријантност сличности, следи да матрица идентитета никада није налик комутатору било ког пара матрица.
У обрнутом случају, свака квадратна матрица са нултим трагом је линеарна комбинација комутатора парова матрица.  Штавише, свака квадратна матрица са нултим трагом је унитарно еквивалентна квадратној матрици са дијагоналом која се састоји од свих нула.

### Траг хермитске матрице
Траг ермитске матрице је реалан, јер су елементи на дијагонали реални.

### Траг пермутационе матрице
Траг пермутационе матрице означава број фиксних тачака, јер је дијагонални aii једнака 1 ако је i-та тачка фиксна и 0 у супротном случају.

### Траг пројекцијске матрице
Траг пројекцијске матрице представља димензију циљног простора.
{\displaystyle {\begin{aligned}\mathbf {P} _{\mathbf {X} }&=\mathbf {X} \left(\mathbf {X} ^{\mathsf {T}}\mathbf {X} \right)^{-1}\mathbf {X} ^{\mathsf {T}}\\[3pt]\Longrightarrow \operatorname {tr} \left(\mathbf {P} _{\mathbf {X} }\right)&=\operatorname {rank} (\mathbf {X} ).\end{aligned}}}
Матрица PX је идемпотентна, што даље значи, траг било које идемпотентне матрице једнак је њеном сопственом рангу.

## Експоненцијални траг
Изрази попут tr(exp(A)), где је A квадратна матрица, јављају се јако често у неким областима (нпр. мултиваријантна статистичка теорија), у тој мери да је скраћена нотација постала опште прихваћена:
{\displaystyle \operatorname {tre} (A):=\operatorname {tr} (\exp(A)).}
tre се понекад назива експоненцијалном функцијом трага; користи се у неједнакости Голден-Томпсона.

## Траг линеарног оператора
Уопштено говорећи, с обзиром на неку линеарну мапу f : V → V (где је V коначно димензионални векторски простор ), можемо дефинисати траг ове мапе узимајући у обзир траг матричне репрезентације f, односно одабиром базе за V и описујући f као матричну релативну на ову базу, узимајући траг ове квадратне матрице. Резултат неће зависити од изабране базе, пошто ће различите базе довести до сличних матрица, дозвољавајући могућност од основе независне дефиниције за траг линеарне мапе.
Таква дефиниција се може дати коришћењем канонског изоморфизма између простора End(V) линеарних мапа на V и V ⊗ V*, где је V* бинарни  простор од V . Нека је v у V и нека је f у V* . Тада је траг неразложивог елемента v ⊗ f дефинисан као f (v) ; траг општег елемента дефинисан је линеарношћу. Користећи експлицитну основу за V и одговарајућу биномну основу за V*, може се показати да ово даје исту дефиницију трага као што је претходно показано изнад.

### Траг у екстензијама поља
Дозволити да {\displaystyle L/K} буде коначно проширење поља . Тада је траг а {\displaystyle K}- линеарна мапа {\displaystyle L\to K.} Ако се {\displaystyle L} посматра као векторски простор преко {\displaystyle K} затим траг елемента {\displaystyle \alpha \in L} је траг трансформационе матрице {\displaystyle K}- линеарни ендоморфизам {\displaystyle L\ni x\mapsto \alpha \cdot x\in L~.} Ако је {\displaystyle L/K} Галоов, онда је траг елемента {\displaystyle \alpha \in L} збир његових Галоових коњугата :
{\displaystyle \operatorname {tr} _{L/K}(\alpha )=\sum _{\sigma \in \operatorname {Gal} (L/K)}\sigma (\alpha )} .
Као и норма {\displaystyle \operatorname {N} _{L/K}(\alpha )=\prod _{\sigma \in \operatorname {Gal} (L/K)}\sigma (\alpha )}, траг је {\displaystyle \in K.}

### Релације сопствених вредности
Ако је A линеарни оператор представљен квадратном матрицом са реалним или комплексним уносним чиниоцима и ако су λ1, …, λn сопствене вредности A (наведене према њиховим алгебарским вишеструкостима ), онда важи
| {\displaystyle \operatorname {tr} (\mathbf {A} )=\sum _{i}\lambda _{i}} |
Ово следи из чињенице да је A увек сличан свом Јордановом облику, горњој троугластој матрици која има λ1, …, λn на главној дијагонали. Насупрот томе, детерминанта A је производ његових сопствених вредности; што означава да је,
{\displaystyle \det(\mathbf {A} )=\prod _{i}\lambda _{i}.}
У општем смислу,
{\displaystyle \operatorname {tr} \left(\mathbf {A} ^{k}\right)=\sum _{i}\lambda _{i}^{k}.}

### Изводи
Траг одговара изводу детерминанте. Ово је прецизирано у Јакобијевој формули за извод детерминанте .
Као посебан случај, код идентичности, извод детерминанте заправо је једнак трагу: tr = det′I . Из овога (или из везе између трага и сопствених вредности), може се извести веза између функције трага, експоненцијалне мапе између Лијеве алгебре и њене Лијеве групе (или конкретно, матричне експоненцијалне функције) и детерминанте :
{\displaystyle \det(\exp(\mathbf {A} ))=\exp(\operatorname {tr} (\mathbf {A} )).}
На пример, размотримо фамилију линеарних трансформација са једним параметром дате ротацијом кроз угао θ ,
{\displaystyle \mathbf {R} _{\theta }={\begin{pmatrix}\cos \theta &-\sin \theta \\\sin \theta &\cos \theta \end{pmatrix}}.}
Све ове трансформације имају детерминанту 1, тако да чувају површину. Извод ове породице на θ = 0, ротација идентитета, је антисиметрична матрица
{\displaystyle A={\begin{pmatrix}0&-1\\1&0\end{pmatrix}}}
која јасно има траг једнак нули, што указује да ова матрица представља инфинитезималну трансформацију која чува површину.
Слична карактеризација трага се примењује и на линеарна векторска поља . Узмимо матрицу A, дефинишимо векторско поље F на Rn са F(x) = Ax. Компоненте овог векторског поља су линеарне функције (дате редовима A ). Њена дивергенција div F је константна функција, чија је вредност једнака tr(A) .
По теореми дивергенције, ово се може тумачити у терминима брзине: ако F(x) представља брзину течности на локацији x и U је региону у Rn, нето проток течности из U је дат са tr(A) · vol(U), где је vol(U) запремина U.
Траг је линеарни оператор, стога је повезан (комутује) са извидом:
{\displaystyle \operatorname {d} \operatorname {tr} (\mathbf {X} )=\operatorname {tr} (\operatorname {d} \mathbf {X} ).}

## Примена
Траг  комплексне матрица величине 2 × 2 се користи за класификацију Мебијусових трансформација . Прво, матрица се нормализује тако да њена детерминанта буде једнака јединици. Затим, ако је квадрат трага 4, одговарајућа трансформација је параболична . Ако је квадрат у интервалу [0,4), он је елиптичан . Коначно, ако је квадрат већи од 4, трансформација је локсодромна.
Траг се користи за дефинисање карактера групних репрезентација . Два приказа A, B : G → GL(V) групе G су једнаке (до промене базе на V ) ако је tr(A(g)) = tr(B(g)). важи за све g ∈ G .
Траг такође игра главну улогу у дистрибуцији квадратних облика .

## Лијева Алгебра
Траг је мапа Лијевих алгебри {\displaystyle \operatorname {tr} :{\mathfrak {gl}}_{n}\to K} из Лијеве алгебре {\displaystyle {\mathfrak {gl}}_{n}} линеарних оператора на n -димензионалном простору ( матрица величине n × n  са уносима у {\displaystyle K} ) у Лијевој алгебри K скалара; пошто је K Абелов (Лијева заграда нестаје), чињеница да је ово мапа Лијевих алгебри је управо доказ да траг заграде нестаје:
{\displaystyle \operatorname {tr} ([\mathbf {A} ,\mathbf {B} ])=0{\text{ за свако }}\mathbf {A} ,\mathbf {B} \in {\mathfrak {gl}}_{n}.}
Често се каже да је језгро ове мапе, матрице чији је траг нула, без трага а ове матрице формирају једноставну Лијеву алгебру {\displaystyle {\mathfrak {sl}}_{n}}, што је Лијева алгебра посебне линеарне групе матрица са детерминантом 1. Посебну линеарну групу чине матрице које не мењају запремину, док су специјалне линеарне Лијеве алгебре матрице које не мењају запремину инфинитезималних скупова.
У ствари, постоји интерна директна декомпозиција збира {\displaystyle {\mathfrak {gl}}_{n}={\mathfrak {sl}}_{n}\oplus K} оператора/матрица у операторе/матрице без трага и скаларне операторе/матрице. Мапа пројекције на скаларне операторе може се изразити у терминима трага, конкретно се може представити као:
{\displaystyle \mathbf {A} \mapsto {\frac {1}{n}}\operatorname {tr} (\mathbf {A} )\mathbf {I} .}
Формално, може се саставити траг  са мапом јединице {\displaystyle K\to {\mathfrak {gl}}_{n}} "укључивања скалара " да би се добила мапа {\displaystyle {\mathfrak {gl}}_{n}\to {\mathfrak {gl}}_{n}} пресликавање на скаларе и множење са n . Дељењем са n ово постаје пројекција, што даје формулу изнад.
У смислу кратких тачних секвенци, важи:
{\displaystyle 0\to {\mathfrak {sl}}_{n}\to {\mathfrak {gl}}_{n}{\overset {\operatorname {tr} }{\to }}K\to 0}
што је аналогно
{\displaystyle 1\to \operatorname {SL} _{n}\to \operatorname {GL} _{n}{\overset {\det }{\to }}K^{*}\to 1}
(где {\displaystyle K^{*}=K\setminus \{0\}} ) за Лијеве групе. Али, траг се природно дели дакле {\displaystyle {\mathfrak {gl}}_{n}={\mathfrak {sl}}_{n}\oplus K}, али цепање детерминанте би било као n ти корен пута скалара, а ово генерално не дефинише функцију, тако да се детерминанта не дели и општа линеарна група се не декомпонује:
{\displaystyle \operatorname {GL} _{n}\neq \operatorname {SL} _{n}\times K^{*}.}

### Билинеарне форме
Билинеарни облик (где су X, Y квадратне матрице)
{\displaystyle B(\mathbf {X} ,\mathbf {Y} )=\operatorname {tr} (\operatorname {ad} (\mathbf {X} )\operatorname {ad} (\mathbf {Y} ))\quad {\text{where }}\operatorname {ad} (\mathbf {X} )\mathbf {Y} =[\mathbf {X} ,\mathbf {Y} ]=\mathbf {X} \mathbf {Y} -\mathbf {Y} \mathbf {X} }
се назива Киллингова форма, која се користи за класификацију Лијевих алгебри.
Траг дефинише билинеарни облик:
{\displaystyle (\mathbf {X} ,\mathbf {Y} )\mapsto \operatorname {tr} (\mathbf {X} \mathbf {Y} ).}
Форма је симетрична, недегенерисана и асоцијативна у смислу да је:
{\displaystyle \operatorname {tr} (\mathbf {X} [\mathbf {Y} ,\mathbf {Z} ])=\operatorname {tr} ([\mathbf {X} ,\mathbf {Y} ]\mathbf {Z} ).}
За комплексну једноставну Лијеву алгебру (као нпр {\displaystyle {\mathfrak {sl}}}n ), сваки такав билинеарни облик је пропорционалан један другом.
За две матрице X и Y се каже да су ортогоналног трага ако је
{\displaystyle \operatorname {tr} (\mathbf {X} \mathbf {Y} )=0} .

## Унутрашњи производ
За матрицу величине m × n A са сложеним (или реалним) уносима која је H и коњугована транспонована, имамо
{\displaystyle \operatorname {tr} \left(\mathbf {A} ^{\mathsf {H}}\mathbf {A} \right)\geq 0}
са једнакошћу ако и само ако је A = 0 .  ‍:7
Једначина
{\displaystyle \langle \mathbf {A} ,\mathbf {B} \rangle =\operatorname {tr} \left(\mathbf {A} ^{\mathsf {H}}\mathbf {B} \right)}
нам даје унутрашњи производ на простору свих комплексних (или реалних) матрица величине m × n.
Норма изведена из горњег унутрашњег производа назива се Фробенијусова норма, која задовољава субмултипликативно својство као матрична норма. Заиста је еуклидска норма ако се матрица посматра као вектор дужине m ⋅ n .
Следи да ако су A и B реалне позитивне полудефинисане матрице истих величина онда је
{\displaystyle 0\leq \left[\operatorname {tr} (\mathbf {A} \mathbf {B} )\right]^{2}\leq \operatorname {tr} \left(\mathbf {A} ^{2}\right)\operatorname {tr} \left(\mathbf {B} ^{2}\right)\leq \left[\operatorname {tr} (\mathbf {A} )\right]^{2}\left[\operatorname {tr} (\mathbf {B} )\right]^{2}.}